# Portes-lès-Valence
Pour les articles homonymes, voir Portes.
Portes-lès-Valence est une commune française située dans le département de la Drôme, en région Auvergne-Rhône-Alpes.
Ses habitants sont dénommés les Portois et les Portoises.

## Géographie

### Localisation
La commune de Portes-lès-Valence est située dans l'agglomération valentinoise, au sud de la ville de Valence (préfecture).

### Relief et géologie
La commune est située à environ 119 mètres d'altitude. Elle est constituée de plusieurs terrasses (101 m d'altitude en moyenne).
Sites particuliers :

### Hydrographie
La commune est arrosée par les cours d'eau suivants :
- la Véore[1] ;
- le Rhône qui délimite la commune à l'ouest[1] ;
- Ruisseau de Lambert[réf. nécessaire].

### Climat
Pour des articles plus généraux, voir Climat d'Auvergne-Rhône-Alpes et Climat de la Drôme.
En 2010, le climat de la commune est de type climat océanique altéré, selon une étude du Centre national de la recherche scientifique s'appuyant sur une série de données couvrant la période 1971-2000. En 2020, Météo-France publie une typologie des climats de la France métropolitaine dans laquelle la commune est dans une zone de transition entre le climat de montagne et le climat méditerranéen et est dans la région climatique  Moyenne vallée du Rhône, caractérisée par un bon ensoleillement en été (fraction d’insolation > 60 %), une forte amplitude thermique annuelle (4 à 20 °C), un air sec en toutes saisons, orageux en été, des vents forts (mistral), une pluviométrie élevée en automne (250 à 300 mm). 
Pour la période 1971-2000, la température annuelle moyenne est de 12,8 °C, avec une amplitude thermique annuelle de 17,8 °C. Le cumul annuel moyen de précipitations est de 854 mm, avec 7,1 jours de précipitations en janvier et 4,9 jours en juillet. Pour la période 1991-2020, la température moyenne annuelle observée sur la station météorologique de Météo-France la plus proche, « Étoile », sur la commune d'Étoile-sur-Rhône à 4 km à vol d'oiseau, est de 13,5 °C et le cumul annuel moyen de précipitations est de 904,5 mm,. Pour l'avenir, les paramètres climatiques de la commune estimés pour 2050 selon différents scénarios d'émission de gaz à effet de serre sont consultables sur un site dédié publié par Météo-France en novembre 2022.
| Mois                                  | jan.           | fév.            | mars           | avril         | mai           | juin          | jui.          | août           | sep.           | oct.          | nov.            | déc.            | année      |
| ------------------------------------- | -------------- | --------------- | -------------- | ------------- | ------------- | ------------- | ------------- | -------------- | -------------- | ------------- | --------------- | --------------- | ---------- |
| Température minimale moyenne (°C)     | 1,7            | 1,8             | 4,5            | 7,1           | 10,9          | 14,3          | 16,3          | 15,9           | 12,6           | 9,8           | 5,4             | 2,5             | 8,6        |
| Température moyenne (°C)              | 4,9            | 5,9             | 9,6            | 12,6          | 16,5          | 20,4          | 22,7          | 22,4           | 18,3           | 14,2          | 8,8             | 5,5             | 13,5       |
| Température maximale moyenne (°C)     | 8,1            | 9,9             | 14,7           | 18            | 22,1          | 26,5          | 29,2          | 28,9           | 24             | 18,5          | 12,3            | 8,5             | 18,4       |
| Record de froid (°C) date du record   | −13,2 11.01.10 | −10,1 05.02.12  | −10,4 02.03.05 | −4,4 08.04.21 | 2,3 07.05.19  | 6 10.06.1987  | 8,4 18.07.00  | 7,4 30.08.1993 | 2,9 30.09.1995 | −2,7 26.10.03 | −5,9 23.11.1998 | −8,4 30.12.05   | −13,2 2010 |
| Record de chaleur (°C) date du record | 19,5 10.01.15  | 21,8 23.02.1990 | 26 25.03.1994  | 30,2 24.04.07 | 33,6 24.05.09 | 38,9 29.06.19 | 39,3 24.07.19 | 40,8 13.08.03  | 33,9 03.09.05  | 28,8 09.10.23 | 23,2 11.11.1995 | 20,6 18.12.1989 | 40,8 2003  |
| Précipitations (mm)                   | 62,4           | 41,8            | 49,5           | 74,2          | 80,9          | 61,6          | 55,3          | 66,4           | 108,4          | 129,3         | 118,2           | 56,5            | 904,5      |

### Voies de communication et transports
La commune de Portes-lès-Valence se trouve à 20 kilomètres au sud de la gare de Valence-TGV et à 8 kilomètres de celle de Valence-Ville.
L'autoroute A7 (péage de Valence Sud) permet de joindre Lyon (100 kilomètres au nord) et Marseille (220 kilomètres au sud).

L'autoroute A49, via le périphérique valentinois, permet de joindre Grenoble (100 kilomètres au nord-est).

#### Transports en commun
La ville de Portes-lès-Valence est desservie par le réseau de bus Citéa (lignes 9 et 10)[réf. nécessaire].

## Urbanisme

### Typologie
Au 1er janvier 2024, Portes-lès-Valence est catégorisée centre urbain intermédiaire, selon la nouvelle grille communale de densité à 7 niveaux définie par l'Insee en 2022.
Elle appartient à l'unité urbaine de Valence, une agglomération inter-départementale dont elle est une commune de la banlieue,. Par ailleurs la commune fait partie de l'aire d'attraction de Valence, dont elle est une commune de la couronne,. Cette aire, qui regroupe 71 communes, est catégorisée dans les aires de 200 000 à moins de 700 000 habitants,.

### Occupation des sols
L'occupation des sols de la commune, telle qu'elle ressort de la base de données européenne d’occupation biophysique des sols Corine Land Cover (CLC), est marquée par l'importance des territoires artificialisés (47,3 % en 2018), en augmentation par rapport à 1990 (35 %). La répartition détaillée en 2018 est la suivante : terres arables (39,1 %), zones industrielles ou commerciales et réseaux de communication (29,8 %), zones urbanisées (17,5 %), eaux continentales (4,1 %), cultures permanentes (4 %), forêts (3,5 %), zones agricoles hétérogènes (2 %). L'évolution de l’occupation des sols de la commune et de ses infrastructures peut être observée sur les différentes représentations cartographiques du territoire : la carte de Cassini (XVIIIe siècle), la carte d'état-major (1820-1866) et les cartes ou photos aériennes de l'IGN pour la période actuelle (1950 à aujourd'hui).

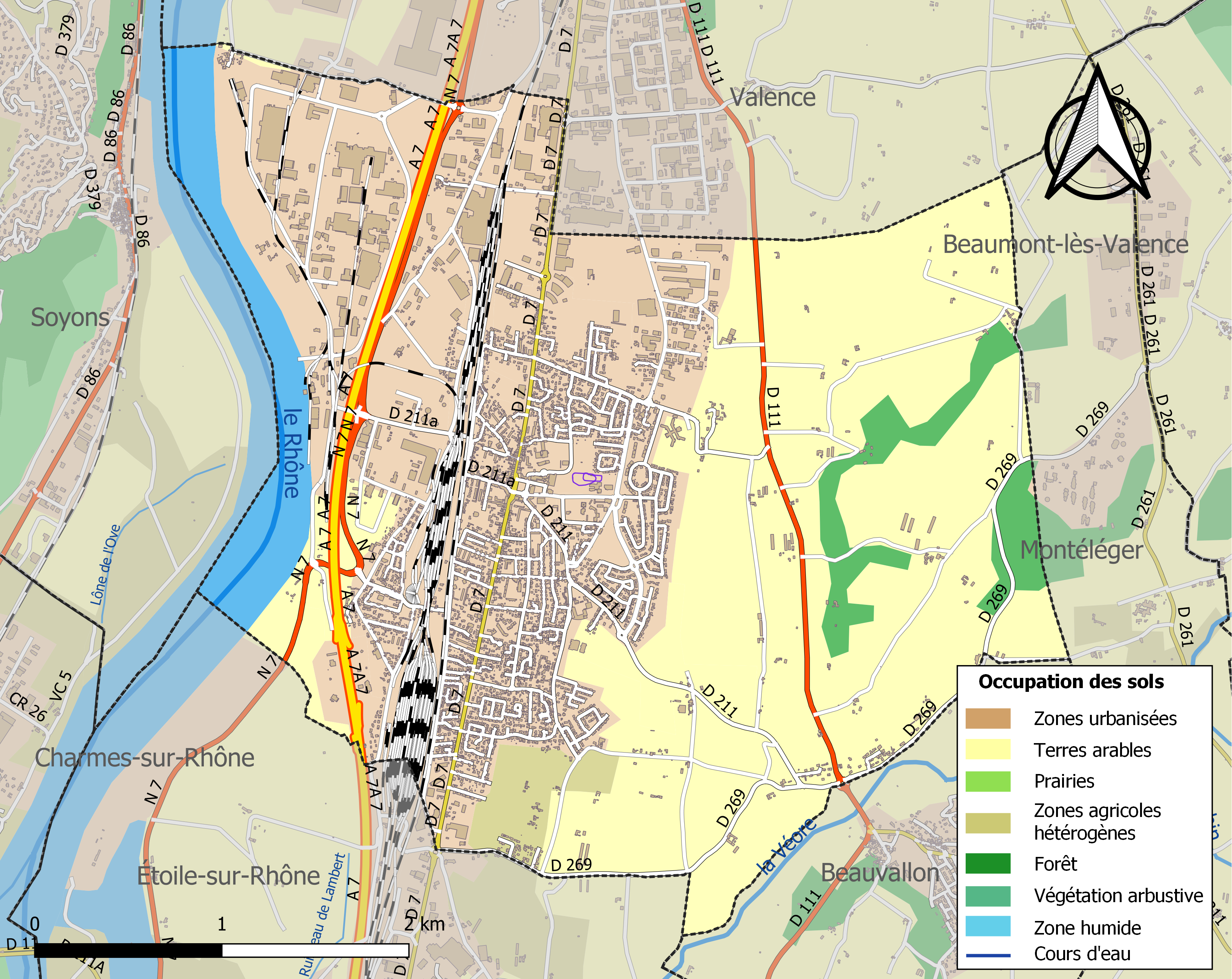
Carte des infrastructures et de l'occupation des sols de la commune en 2018 (CLC).

### Morphologie urbaine

#### Quartiers, hameaux et lieux-dits
Site Géoportail (carte IGN) :
- Bois des Rebatières
- Bos Codoyer
- Bressac
- Chaternay
- Cité Jardins
- Dandor
- Faravel
- Ferme Peyral
- Gauthier
- Grangeneuve
- la Chaffine
- la Couronne
- la Houppe
- la Motte
- la Station
- le Colombier
- les Brûlats
- les Chaux
- les Galles
- les Gaulets
- les Grands Mernes
- les Lacs
- les Mernes
- les Quérats
- les Rebatières
- les Sapins
- les Vallats
- Marcon
- Margier
- Miaille
- Monerit
- Morlon
- Neyremand
- Olagnet
- Peyrollet
- Rivecourt
- Rostagnon
- Saint-Gervais
- Tache
- Tégenas

### Risques naturels et technologiques
Le Rhône a toujours été redouté pour ses crues (1812, 1840, 1856 ou 1993)[réf. nécessaire].

## Toponymie
La commune se nomme Pòrtas en provençal[réf. nécessaire].

### Attestations
Avant 1908, la commune de Portes-lès-Valence portait le nom de Fiancey.

#### Fiancey
Dictionnaire topographique du département de la Drôme :
- 1157 : castrum Finciaci, Franciaci et Faiciaci (Gall. christ., XVI, 104).
- 1157 : mention de la paroisse : ecclesia de Finzeo (cartulaire de Saint-Chaffre, 33).
- 1158 : de Finceu (Gall. christ., XVI, 106).
- 1228 : castrum Franciacii (Gall. christ., XVI, 114).
- 1332 : Finsax (Gall. christ., XVI, 130).
- 1349 : mention du mandement : mandamentum Finceasi (archives de la Drôme, fonds de Saint-Ruf).
- 1470 : dominus Fianciacii (archives de la Drôme, E 2531).
- 1483 : Finsey et Finscasi (terrier de Beaumont-lès-Valence).
- 1495 : Fienceyacum (archives de la Drôme, E 2554).
- 1540 : villa Finciacum (A. du Rivail, De Allobrog., 77).
- 1644 : Saint Gervais de Fiancey (archives de la Drôme, B 128).
- 1705 : Fiancée (dénombrement du royaume).
- XVIIIe siècle : Fiancées près la Vache (inventaire de la chambre des comptes).
- 1891 : Fiancey, commune du canton de Valence, dont le chef-lieu est au village de Portes.

#### Portes
Dictionnaire topographique du département de la Drôme :
- 1100 : locus de Portis (de Coston, Étymologie de la Drôme).
- 1474 : mention de l'église Notre-Dame : eclesia Beate Marie de Portis in mandamento de Fiancey (inventaire de Saint-Apollinaire [Valence]).
- 1650 : mention de l'église Notre-Dame : Nostre Dame de Portes (inventaire de Saint-Apollinaire).
- 1891 : Portes, village, chef-lieu de la commune de Fiancey.

#### Portes-lès-Valence
En 1908, la commune de Fiancey change de nom et devient Portes-lès-Valence.

## Histoire
Pour un article plus général, voir Histoire de la Drôme.

### Préhistoire
Vestiges de cabanes préhistoriques.

### Protohistoire
Le territoire fait partie de la tribu gauloise des Segovellaunes.
Relais routier et port fluvial pour le commerce grec de Massalia (Marseille).

### Antiquité: les Gallo-romains
Une villa gallo-romaine, dite de Saint Gervais a été retrouvée et partiellement fouillée dans les quartiers du Colombier et des Chaux (Valette, 1935, 1952 et 1962 – Club Archéologique Crouzet, 1979 – Tarpin, 1997 à 2000).

### Du Moyen Âge à la Révolution

#### Fiancey
La seigneurie :
- Au point de vue féodal, la terre (ou seigneurie) était du fief des comtes de Valentinois et de l'arrière-fief des évêques de Valence.
- Avant 1464 : possession de Guillaume de Poitiers, seigneur de Barry.
- 1464 : elle est confisquée et donnée à François d'Eurre, « valet de chambre » du roi Louis XI.
- 1470 : possession des Silve (qui la possédaient encore en 1583).
- Avant 1626 : acquise par les Dorne.
- 1680 : léguée aux Lescot.
- Passe (par héritage) aux Baronnat.
- Vers 1723 : passe aux Rostaing, derniers seigneurs de Fiancey.

1789 (démographie) : 43 chefs de famille.
Avant 1790, Fiancey était une communauté de l'élection et subdélégation et du bailliage de Valence.

Elle formait au XIIe siècle une paroisse du diocèse de Valence dont l'église, sous le vocable de Saint-Gervais, dépendait premièrement de l'abbaye de Saint-Victor de Valence, et ensuite de l'abbaye de Saint-Ruf qui y prenait la dîme et pourvoyait au service paroissial. Unie dans le cours du XVe siècle à la paroisse de la Vache, cette paroisse forma, au siècle suivant, la paroisse de Portes.

#### Portes
La seigneurie :
- Au point de vue féodal, Portes était une terre (ou seigneurie) du fief des évêques de Valence, distincte de celle de Fiancey.
- Elle est probablement la possession des Eurre.
- 1598 : possession des Monery.
- 1638 : elle passe (par mariage) aux Meysonnier.
- Passe aux Dorne.
- Passe (par héritage) aux Lescot.
- 1697 : passe (par héritage) aux Baronnat.
- Avant 1723 : vendue aux Rostaing-Champferrier, derniers seigneurs de Portes.

Avant 1790, Portes était le chef-lieu d'une paroisse du diocèse de Valence qui, ayant remplacé, vers le milieu du XVe siècle, celle de Saint-Gervais-de-Fiancey, avait l'abbé de Saint-Ruf pour décimateur et son église sous le vocable de Notre-Dame. Le mandement de Fiancey avait la même étendue que la commune de ce nom.

### De la Révolution à nos jours
En 1790, Fiancey (dont Portes) devient une municipalité du canton d'Etoile. La réorganisation de l'an VIII (1799-1800) en fait une commune du canton de Valence.

#### 1908: Fiancey devient Portes-lès-Valence
En 1908, la commune abandonne son nom de Fiancey et choisit celui de Portes-lès-Valence.

#### Seconde Guerre mondiale
Pendant la deuxième guerre mondiale, la commune est bombardée à plusieurs reprises peu avant la Libération.
La gare de triage est le théâtre d'une action de la résistance le 6 juillet 1944 qui détruit plusieurs locomotives et fait sauter un local administratif (quinze personnes sont tuées, dont trois français). En représailles, les Allemands amènent deux jours plus tard trente prisonniers de la prison de Montluc (Lyon) et les fusillent sur les lieux de l'explosion.
Le 3 juillet 1949, Yves Farge, ancien Commissaire de la République à Lyon, et Claude Alphandéry, ancien Président du Comité Départemental de Libération, remettent à la commune de Portes-lès-Valence la Croix de Guerre 1939-1945 qui vient de lui être décernée.

## Politique et administration

### Tendances politiques et résultats
Depuis 1908, la commune a été dirigée par des maires classés à gauche jusqu'à la seconde guerre mondiale.

À la Libération, la ville cheminote passe dans le giron communiste avec l'élection en 1946 de Gabriel Coullaud, puis de Jean-Guy Pinède.

En 1989, Jean-Guy Pinède qui a annoncé, l'année précédente, son soutien à un candidat communiste rénovateur lors de la présidentielle, est exclu du PCF. C'est donc sous l'étiquette à gauche autrement qu'il est réélu.

En 2001, à la faveur d'une triangulaire, la ville passe à droite et Geneviève Girard devient maire. Le PCF reprend la mairie en 2008 mais la perd en 2014 avec la réélection de Geneviève Girard, cette fois dans le cadre d'un duel classique[réf. nécessaire].

### Administration municipale
À la suite des élections municipales françaises de 2020, le conseil municipal est composé du maire, de 8 adjoints et de 24 conseillers municipaux[source insuffisante].

### Liste des maires
| Période                                                                      | Période                      | Identité                              | Étiquette    | Qualité                                                                      |
| ---------------------------------------------------------------------------- | ---------------------------- | ------------------------------------- | ------------ | ---------------------------------------------------------------------------- |
| Les données manquantes sont à compléter. : de la Révolution au Second Empire |                              |                                       |              |                                                                              |
| 1790                                                                         | 1871                         | ?                                     |              |                                                                              |
| Les données manquantes sont à compléter. : depuis la fin du Second Empire    |                              |                                       |              |                                                                              |
| 1871                                                                         | 1874                         | ?                                     |              |                                                                              |
| 1874                                                                         | 1878                         | ?                                     |              |                                                                              |
| 1878                                                                         | 1884                         | ?                                     |              |                                                                              |
| 1884                                                                         | 1888                         | ?                                     |              |                                                                              |
| 1888                                                                         | 1892                         | ?                                     |              |                                                                              |
| 1892                                                                         | 1896                         | ?                                     |              |                                                                              |
| 1896                                                                         | 1900                         | ?                                     |              |                                                                              |
| 1900                                                                         | 1904                         | ?                                     |              |                                                                              |
| 1904                                                                         | 1908                         | ?                                     |              |                                                                              |
| 1908 (mai)                                                                   | 1908 (nov.)                  | Louis Bouveron                        |              |                                                                              |
| 1908 (nov.) (élection ?)                                                     | 1912                         | Henri Artaud                          |              |                                                                              |
| 1912                                                                         | 1919                         | Henri Artaud                          |              | maire sortant                                                                |
| 1919                                                                         | 1925                         | Henri Bouveron                        |              |                                                                              |
| 1925                                                                         | 1929                         | Aimé Matras                           |              |                                                                              |
| 1929                                                                         | 1935                         | Marcel Chauvet                        | SFIO         | cheminot restaurateur et hôtelier conseiller d'arrondissement                |
| 1935                                                                         | 1941                         | Marcel Chauvet                        |              | maire sortant                                                                |
| 1941 (élection ?)                                                            | 1944 (oct.)                  | Maxime Dragon                         |              |                                                                              |
| 1944 (oct.) (élection ?)                                                     | 1945 (mai)                   | Marius Testu                          |              |                                                                              |
| 1945 (mai)                                                                   | 1946 (déc.)                  | Xavier Faure                          |              |                                                                              |
| 1947 (janv.)                                                                 | 1953                         | Gabriel Coullaud                      | PCF          |                                                                              |
| 1953                                                                         | 1959                         | Gabriel Coullaud                      |              | maire sortant                                                                |
| 1959                                                                         | 1965                         | Gabriel Coullaud                      |              | maire sortant conseiller général du canton de Valence-Sud (1964-1973)        |
| 1965                                                                         | 1971                         | Gabriel Coullaud                      |              | maire sortant                                                                |
| 1971                                                                         | 1977                         | Gabriel Coullaud                      |              | maire sortant conseiller général du canton de Portes-lès-Valence (1973-1982) |
| 1977                                                                         | 1978 (juin)                  | Gabriel Coullaud                      |              | maire sortant                                                                |
| 1978 (juin) (élection ?)                                                     | 1983                         | Jean-Guy Pinède                       | PCF puis DVG | conseiller général du canton de Portes-lès-Valence (1982-2006)               |
| 1983                                                                         | 1989                         | Jean-Guy Pinède                       |              | maire sortant                                                                |
| 1989                                                                         | 1995                         | Jean-Guy Pinède                       |              | maire sortant                                                                |
| 1995                                                                         | 2001                         | Jean-Guy Pinède                       |              | maire sortant                                                                |
| 2001                                                                         | 2008                         | Geneviève Girard                      | DVD          |                                                                              |
| 2008                                                                         | 2014                         | Pierre Trapier                        | PCF          |                                                                              |
| 2014                                                                         | 2020                         | Geneviève Girard                      | DVD          | cadre supérieur conseillère départementale du Canton de Valence-3            |
| 2020                                                                         | En cours (au 7 juillet 2021) | Geneviève Girard[source insuffisante] | DVD          | maire sortante                                                               |

### Rattachements administratifs et électoraux
La ville de Portes-lès-Valence fait partie du département de la Drôme, faisant elle-même partie de la région Auvergne-Rhône-Alpes. Elle est membre de la communauté d’agglomération Valence Romans Agglo. Elle fait aussi partie de l’arrondissement de Valence. Pour ce qui est du découpage électoral, la ville fait partie de la deuxième circonscription de la Drôme, ce qui fait de Lisette Pollet sa députée. Enfin, elle fait partie du canton de Valence-3 pour les élections départementales, ce qui fait de la maire de Portes-lès-Valence, Geneviève Girard, et de l’adjoint au maire de Valence, Franck Soulignac, les conseillers départementaux.

### Politique environnementale

#### Espaces verts et fleurissement
En 2014, la commune se maintient au niveau « deux fleurs » au concours des villes et villages fleuris.

### Jumelages
- Baronissi (Italie) depuis 2015 ;

## Population et société

### Démographie
L'évolution du nombre d'habitants est connue à travers les recensements de la population effectués dans la commune depuis 1793. Pour les communes de plus de 10 000 habitants les recensements ont lieu chaque année à la suite d'une enquête par sondage auprès d'un échantillon d'adresses représentant 8 % de leurs logements, contrairement aux autres communes qui ont un recensement réel tous les cinq ans,.

En 2022, la commune comptait 10 369 habitants, en évolution de −0,73 % par rapport à 2016 (Drôme : +2,64 %, France hors Mayotte : +2,11 %).
| 1793 | 1800 | 1806 | 1821 | 1831 | 1836 | 1841 | 1846 | 1851 |
| ---- | ---- | ---- | ---- | ---- | ---- | ---- | ---- | ---- |
| 227  | 201  | 247  | 343  | 435  | 430  | 431  | 468  | 475  |

| 1856 | 1861 | 1866 | 1872 | 1876 | 1881 | 1886 | 1891 | 1896 |
| ---- | ---- | ---- | ---- | ---- | ---- | ---- | ---- | ---- |
| 497  | 485  | 448  | 455  | 515  | 516  | 518  | 504  | 526  |

| 1901 | 1906 | 1911  | 1921  | 1926  | 1931  | 1936  | 1946  | 1954  |
| ---- | ---- | ----- | ----- | ----- | ----- | ----- | ----- | ----- |
| 563  | 556  | 1 400 | 1 582 | 2 088 | 2 555 | 2 700 | 2 737 | 3 340 |

| 1962  | 1968  | 1975  | 1982  | 1990  | 1999  | 2006  | 2011  | 2016   |
| ----- | ----- | ----- | ----- | ----- | ----- | ----- | ----- | ------ |
| 4 580 | 6 123 | 6 834 | 7 337 | 7 818 | 8 090 | 9 172 | 9 507 | 10 445 |

| 2021   | 2022   | - | - | - | - | - | - | - |
| ------ | ------ | - | - | - | - | - | - | - |
| 10 422 | 10 369 | - | - | - | - | - | - | - |

### Services et équipements
- Caserne de sapeurs pompiers composée de 21 personnels, armée de quatre véhicules (FPT, VLHR, VL, UPMA)[réf. nécessaire].

### Enseignement
Portes-lès-Valence relève de l'académie de Grenoble et abrite le collège Jean Macé.

### Manifestations culturelles et festivités
- Fête communale en mai[16].
- Fête patronale en juin[16].
- Festival Portes en fête chaque année de juin à septembre.

### Loisirs
- Une piscine[16] intercommunale porte le nom de la championne de natation française Camille Muffat[réf. nécessaire].
- Une salle de spectacle : Le Train Théâtre[27].

### Médias
Le territoire de la commune se situe dans l'aire de diffusion de plusieurs médias :

#### Presse écrite
- Le Dauphiné libéré, quotidien régional qui consacre, chaque jour, y compris le dimanche, dans son édition de « Romans et Drôme des collines » un ou plusieurs articles à l'actualité du canton et de la commune, ainsi que des informations sur les éventuelles manifestations locales, les travaux routiers, et autres événements divers à caractère local.
- L'Agriculture Drômoise, journal d'informations agricoles et rurales, couvre l'ensemble du département de la Drôme.
- Drôme Hebdo (ancien Peuple Libre), hebdomadaire chrétien d'informations.

#### Presse audio-visuelle
La commune est située sur l'aire de diffusion de Ici Drôme Ardèche, une radio publique également diffusée sur tout le territoire du département de la Drome et de l'Ardèche.

### Cultes
- Église Réformée de Portes-lès-Valence, rue Émile Zola[28].

## Économie

### Agriculture
En 1992 : pêchers.
- Coopératives agricoles[16].
- Marché : les lundi et jeudi[16].

### Industrie
- Zone industrielle des Auréats (sur les communes de Portes-lès-Valence et de Valence)[réf. nécessaire].
- Zone de Morlon[réf. nécessaire].
- Zone de Grangeneuve[réf. nécessaire].
- Port fluvial de commerce de la Drôme.

Port céréalier.

### Tourisme
Une double aire de service (stations-service et autres installations) de l’autoroute A7 se trouve sur le territoire communal. Cette aire de service a été utilisée comme lieu de tournage du film Drôle d’endroit pour une rencontre de François Dupeyron, avec Catherine Deneuve et Gérard Depardieu, film sorti en 1988.

## Culture locale et patrimoine

### Lieux et monuments
- Église ruinée de Saint-Gervais[16].
- Église Sainte-Philomène de Portes-lès-Valence.
- Vestiges d'une abbaye[16].
- Ancien château de Morlon[16].
- Château de Bressac (transformé en ferme)[16].

### Patrimoine naturel

#### Flore
- L'essence dominante de la commune est le chêne pubescent ;
- chênes verts ;
- thym.

#### Faune
- Cannes de Provence.

### Héraldique, logotype et devise
|  | Portes-lès-Valence possède des armoiries dont l'origine et le blasonnement exact ne sont pas disponibles. |